# 土岐市立泉西小学校
土岐市立泉西小学校（ときしりつ いずみにししょうがっこう）は、岐阜県土岐市泉町久尻にある公立小学校である。